# Собор Найсвятішого Серця Ісуса (Скоп'є)
Собор Найсвятішого Серця Ісуса в Скоп'є (мак. Катедралата „Пресвето срце Исусово“ во Скопје) - кафедральний собор Римо-католицької церкви, центр дієцезії Скоп'є, розташований у столиці Македонії Скоп'є.
Збудований в 1977 році. Він замінив старий собор того ж імені, зруйнований Землетрусом в 1963 році. На місці старого собору тепер знаходиться музей Мати Терези з Калькутти, яка народилася в цьому місті.